# 오컴

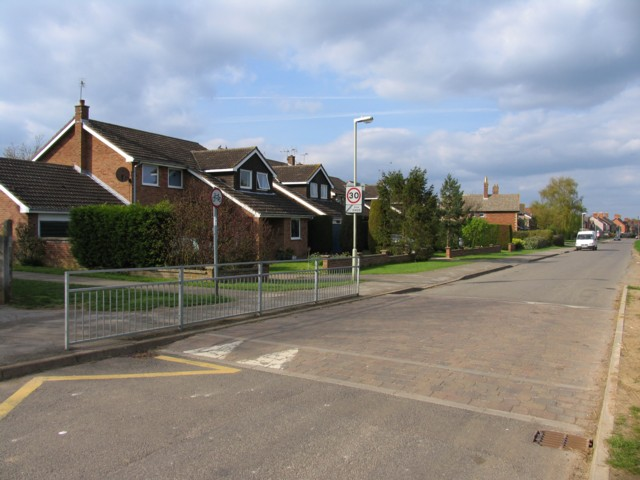
오컴

오컴(Oakham)은 잉글랜드 러틀랜드주의 주도로, 인구는 9,975명이다.